# Fluke Ridge
Fluke Ridge är en bergstopp i Antarktis. Den ligger i Västantarktis. Argentina, Chile och Storbritannien gör anspråk på området. Toppen på Fluke Ridge är 300 meter över havet, eller 109 meter över den omgivande terrängen. Bredden vid basen är 2,7 km.
Terrängen runt Fluke Ridge är huvudsakligen kuperad, men åt sydost är den platt. Trakten är obefolkad. Det finns inga samhällen i närheten. 